# Теніс на літніх Олімпійських іграх 2004
Змагання з тенісу у програмі літніх Олімпійських ігор 2004 пройшли на кортах Афінського олімпійського тенісного центру з 15 по 22 серпня 2004 року. Змагання проводилися під егідою МОК та Міжнародної тенісної федерації (ITF) і входили до турів ATP та WTA.
Уперше за участь в олімпійському турнірі тенісисти й тенісистки отримували рейтингові очки.

## Підсумки

### Таблиця медалей
| Місце | Країна          | Золото | Срібло | Бронза | Загалом |
| ----- | --------------- | ------ | ------ | ------ | ------- |
| 1     | Чилі (CHI)      | 2      | 0      | 1      | 3       |
| 2     | Бельгія (BEL)   | 1      | 0      | 0      | 1       |
| 2     | Китай (CHN)     | 1      | 0      | 0      | 1       |
| 4     | Франція (FRA)   | 0      | 1      | 0      | 1       |
| 4     | Німеччина (GER) | 0      | 1      | 0      | 1       |
| 4     | Іспанія (ESP)   | 0      | 1      | 0      | 1       |
| 4     | США (USA)       | 0      | 1      | 0      | 1       |
| 8     | Аргентина (ARG) | 0      | 0      | 1      | 1       |
| 8     | Австралія (AUS) | 0      | 0      | 1      | 1       |
| 8     | Хорватія (CRO)  | 0      | 0      | 1      | 1       |

### Медалісти
| Дисципліна                 | Золото                                   | Срібло                                               | Бронза                                       |
| -------------------------- | ---------------------------------------- | ---------------------------------------------------- | -------------------------------------------- |
| Чоловіки. Одиночний розряд | Ніколас Массу · Чилі                     | Марді Фіш · США                                      | Фернандо Гонсалес · Чилі                     |
| Чоловіки. Парний розряд    | Фернандо Гонсалес · Ніколас Массу · Чилі | Ніколас Кіфер · Райнер Шуттлер · Німеччина           | Маріо Анчич · Іван Любичич · Хорватія        |
| Жінки. Одиночний розряд    | Жустін Енен-Арденн · Бельгія             | Амелі Моресмо · Франція                              | Алісія Молік · Австралія                     |
| Жінки. Парний розряд       | Лі Тін · Сунь Тяньтянь · Китай           | Кончіта Мартінес · Вірхінія Руано Паскуаль · Іспанія | Паола Суарес · Патрісія Тарабіні · Аргентина |